# Aprendizaje en espacios abiertos
Aprendizaje en espacios abiertos  (OSL, Open-Space Learning), es una técnica didáctica. OSL se desarrolla como una pedagogía transdisciplinar que depende del uso de espacios abiertos - sin mesas ni sillas - y una aproximación abierta a contenido intelectual y a la función del tutor. Quienes participan, generalmente pero no de forma exclusiva, aprenden de una forma 'personificada' [embodied].

## Orígenes
La idea era aplicar las prácticas y teorías de la habitación de ensayo teatral y del teatro cooperativo al currículum universitario. De estas aspiraciones tempranas desarrollaron una pedagogía que ha sido utilizada exitosamente en los departamentos de Química, Derecho, Negocios, Inglés, Matemática, Filosofía, y Medicina. OSL es una práctica colaborativa pedagógica y, por lo tanto, no posee un autor.

Agregar información adicional

## Métodos
En OSL, el taller es la actividad fundamental de interacción pedagógica. Algunos ejemplos de actividades incluyen:  ' imagen congelada' [still image] o 'tabla' [tableau], en la que los/las participantes personifican ideas abstractas; 'teoría edilicia', en la cual los/las  participantes crean una narrativa, un concepto, o una teoría de una colección de  materiales que se relacionen a un tema particular;  juegos de rol y simulación.

## Teoría
OSL utiliza métodos como aprendizaje 'enactivo', y 'kinestético', así como  estilos de enseñar desarrollado por Augusto Boal y Paulo Freire. Teóricamente el trabajo es influenciado por  pensadores como Vygotsky, Howard Gardner, y David Un. Kolb. Los mismos sugieren un estilo de enseñar y aprender que busque descartar la dualidad cartesiana entre cuerpo y mente, influenciados por los trabajos desarrollados en neurociencia por académicos como Andy Clark, y la fenomenología desarrollada por Husserl. El  OSL también tiene conexiones con las ideas de 'drama aplicada', ‘teatro aplicado', o ‘rendimiento aplicado'. OSL incluye cualquier clase de aprendizaje en el cual se les requiere a los participantes que integren la mente y el cuerpo promoviendo una combinación de 'mindfulness' y 'playfulness'.

## Tecnología
Los avances en OSL dependen de la remoción de obstáculos y mediaciones entre la mente y el cuerpo. Pueden tener relaciones disruptivas positivas con tecnologías digitales, dónde participantes en situaciones de aprendizaje desafiantes, normalmente podrían buscar los recursos en Internet, así el OSL los orienta a una presencia inmediata y sin mediaciones. Si se maneja cuidadosamente, tiene el  potencial de enmarcar y cuestionar los hábitos de dependencia digital.  De esta manera se puede reintroducir la tecnología cuidadosamente y con conciencia de efectos potenciales, extendiendo el tiempo y lugar donde se desarrolla el aprendizaje en espacios abiertos.